# Китченко, Давид
Давид Китченко (отчество и точные годы жизни — неизвестны) — график и живописец середины — второй половины XIX века. Жанрист, рисовальщик, портретист.
Об этом мастере известно крайне мало. В наиболее полных справочных изданиях (включая опубликованные библиографические источники середины — II половины XIX века) сведения о художнике Давиде Китченко отсутствуют. Судя по всему, творческая деятельность Давида Китченко проходила исключительно в Малороссии или юго-западных областях Российской империи. Можно только предполагать, что он мог учиться в основанной в 1816 г. Академии изящных искусств в Варшаве, либо вообще не получить систематического художественного образования и быть талантливым самоучкой.
Известны буквально единичные работы мастера, но которые дают представление о нём как о портретисте и рисовальщике. По рукописной картотеке В. Я. Адарюкова (Государственная Третьяковская галерея) и О. Э. Вольценбурга (Санкт-Петербург, архив семьи) удалось обнаружить упоминания о двух достоверных графических произведениях Давида Китченко. Это рисованные портреты украинских писателей Е. П. Гребёнки и Г. Ф. Квитки-Основьяненко. Судя по всему, Д. Китченко был очень близок к среде украинской литературной интеллигенции.

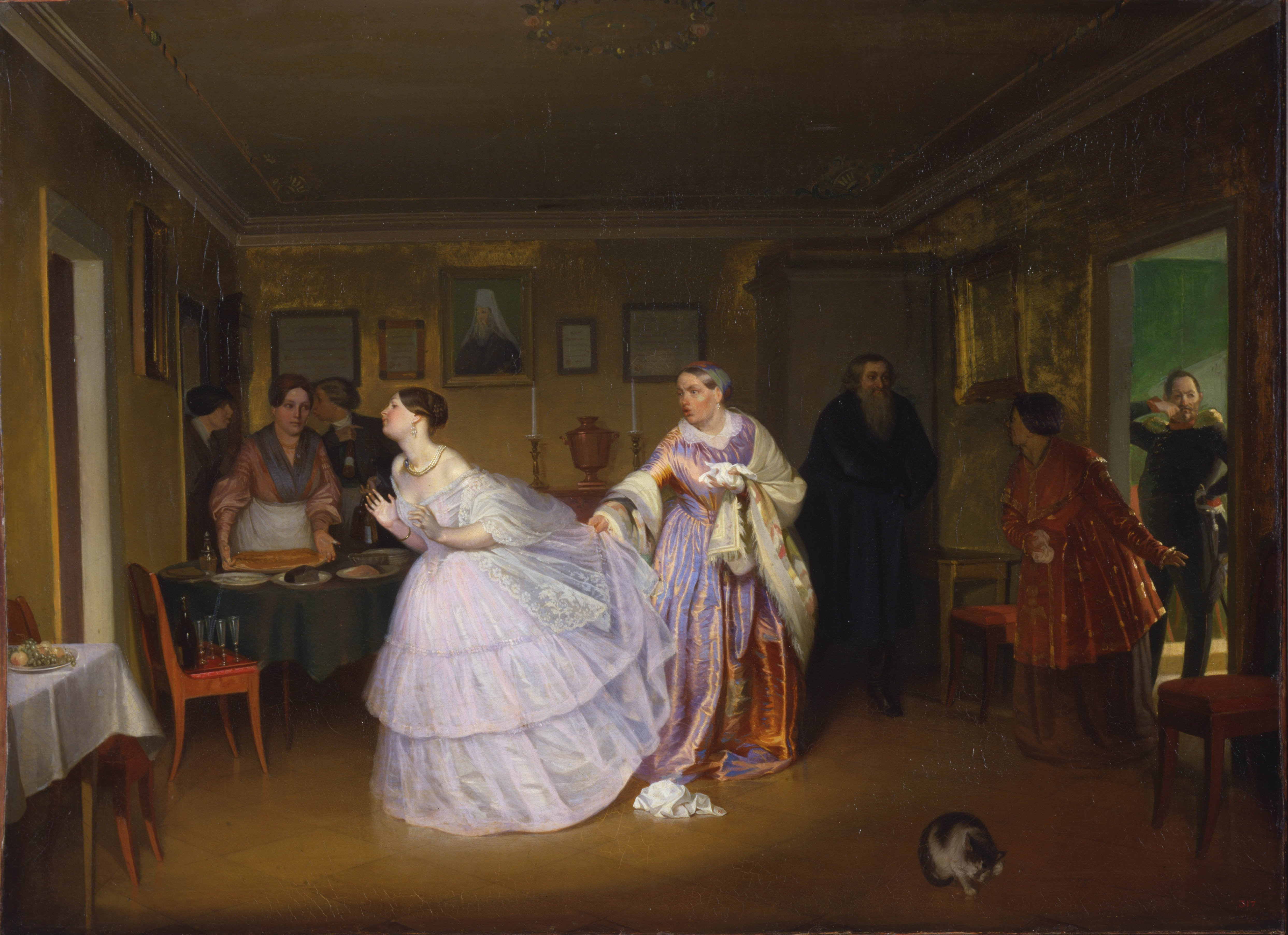

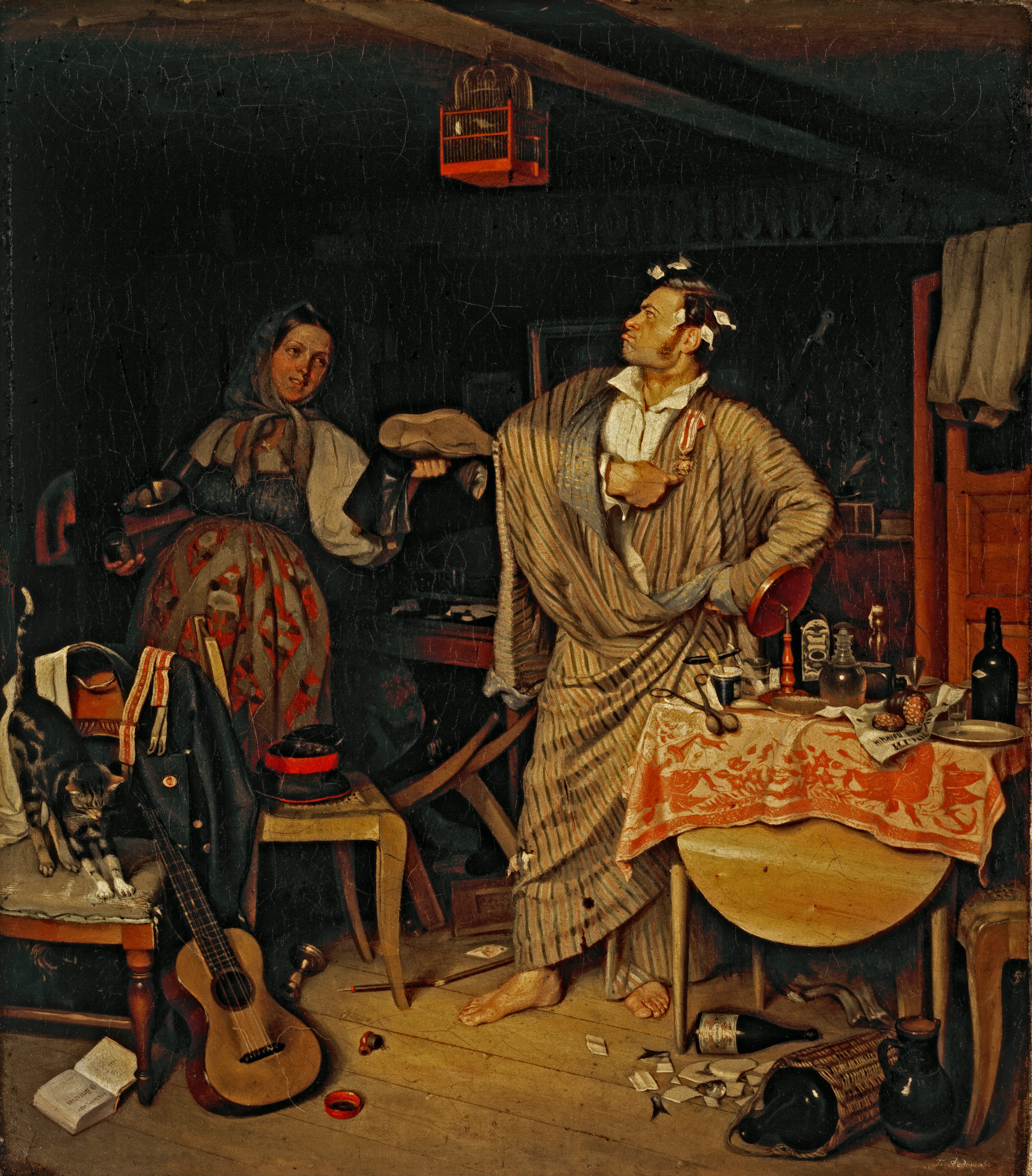

Единственное известное жанровое полотно Д. Китченко «Пасхальное воскресенье» (частное собрание) свидетельствует о серьёзном влиянии на него нидерландской бытовой живописи XVII в., и, возможно, творчества П. А. Федотова.